# نظام وتقدم

شعار نظام وتقدم الذي وضعه أوغست كونت يستخدم في علم البرازيل، يعود السبب أن العديد من الأشخاص الذين شاركوا في الحركة التي أطاحت بالنظام الملكي وأعلنت جمهورية البرازيل هم من أتباع أفكار كونت.

نظام وتقدم (بالبرتغالية: Ordem e Progresso‏) هو الشعار الوطني لجمهورية البرازيل الاتحادية منذ تأسيسها ليعبر عن شعار سياسي للوضعية، وهو شكل مختصر من شعار وضعه أحد رواد الوضعية الفرنسي أوغست كونت:
ومعنى هذه العبارة يحقق المثل العليا الجمهورية مثل السعي لتحقيق الشروط الاجتماعية الأساسية مثل احترام البشر وأجور مناسبة وتحسين أوضاع البلاد المادية والفكرية والمعنوية .. الخ.
يستخدم الشعار في العلم البرازيلي الذي صممه رايموندو تيكسيرا مندس ورسمه الفنان ديسيو فيلارس [البرتغالية].